# 하버드 마크 I

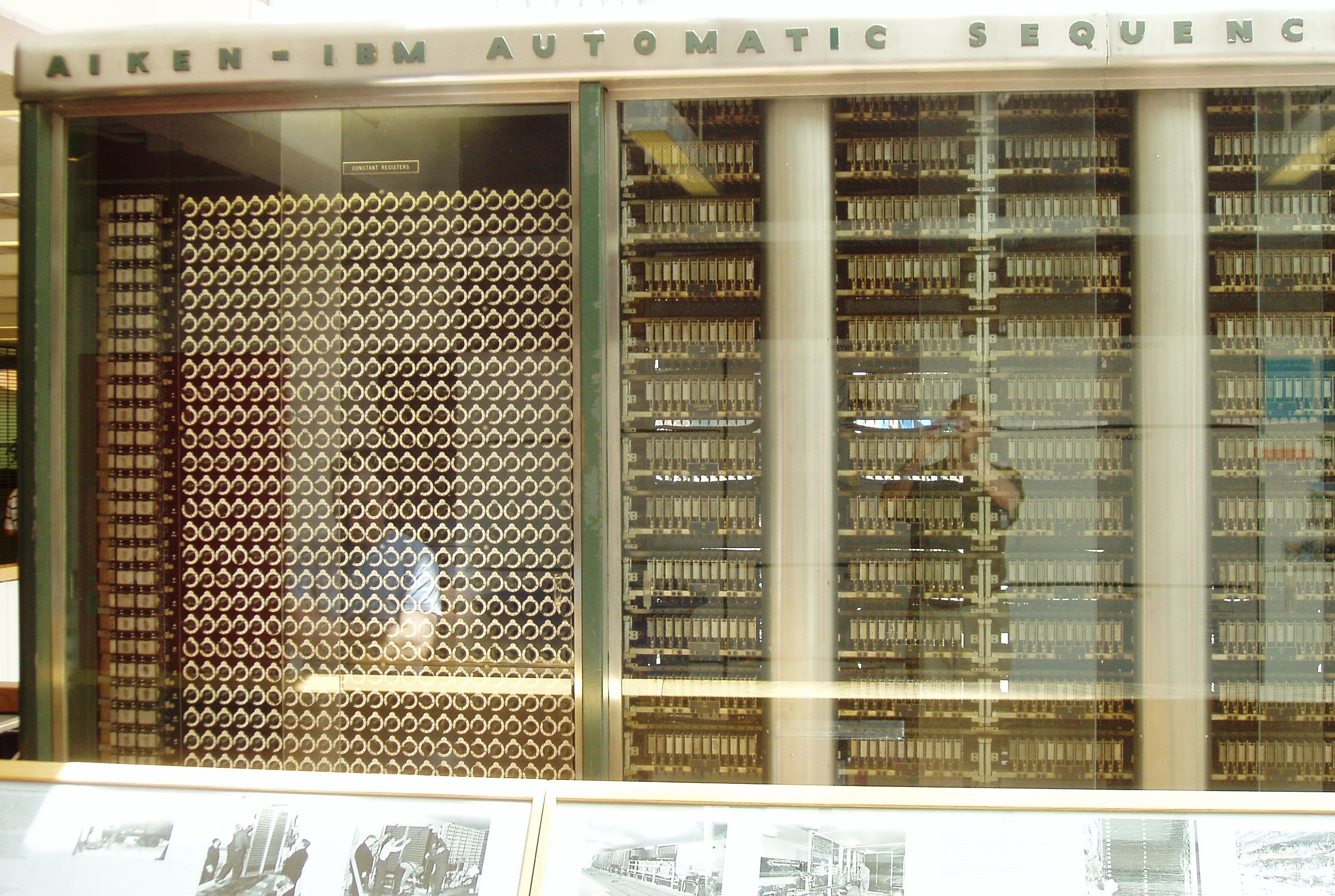
하버드 마크 I의 일부(좌측)

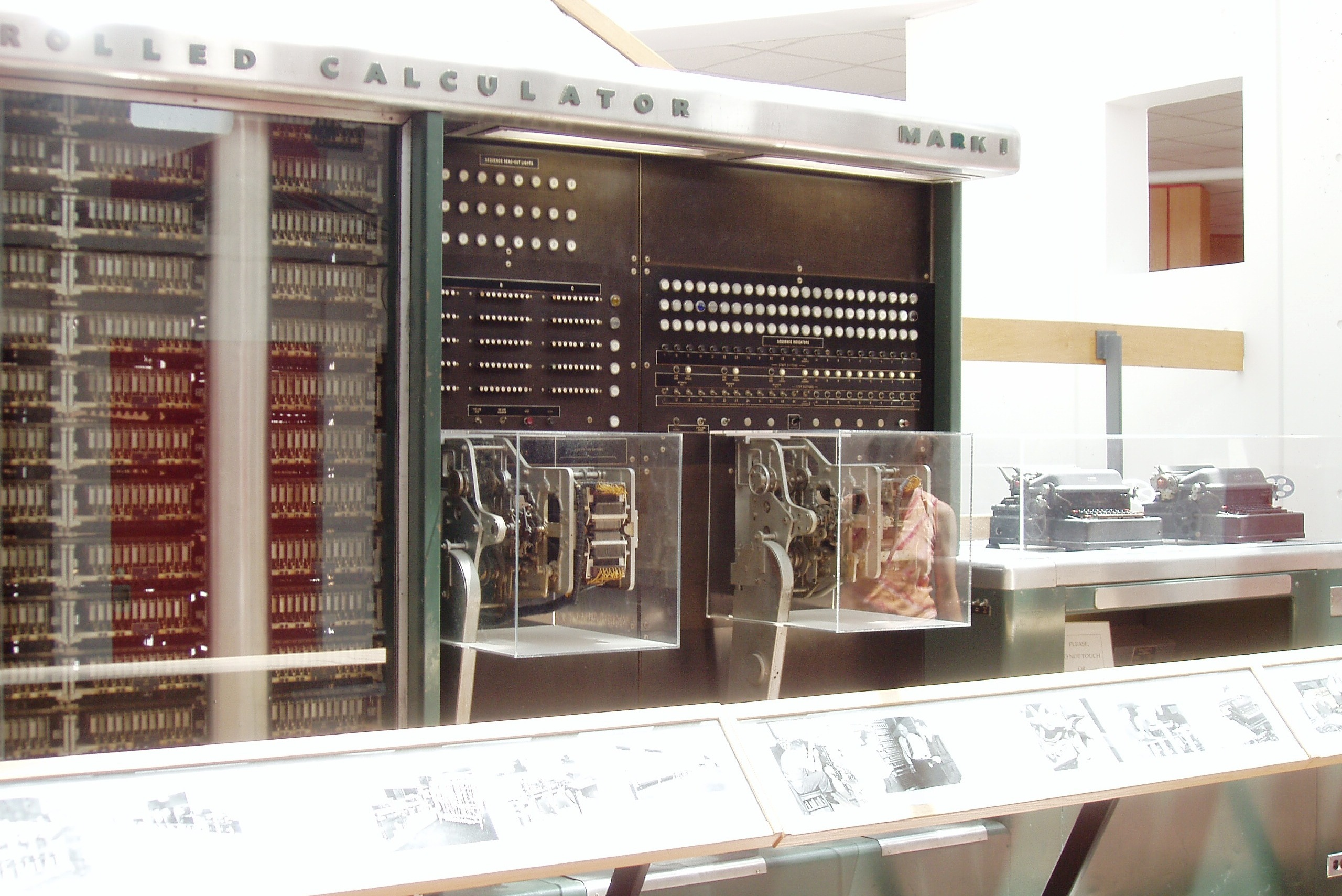
우측

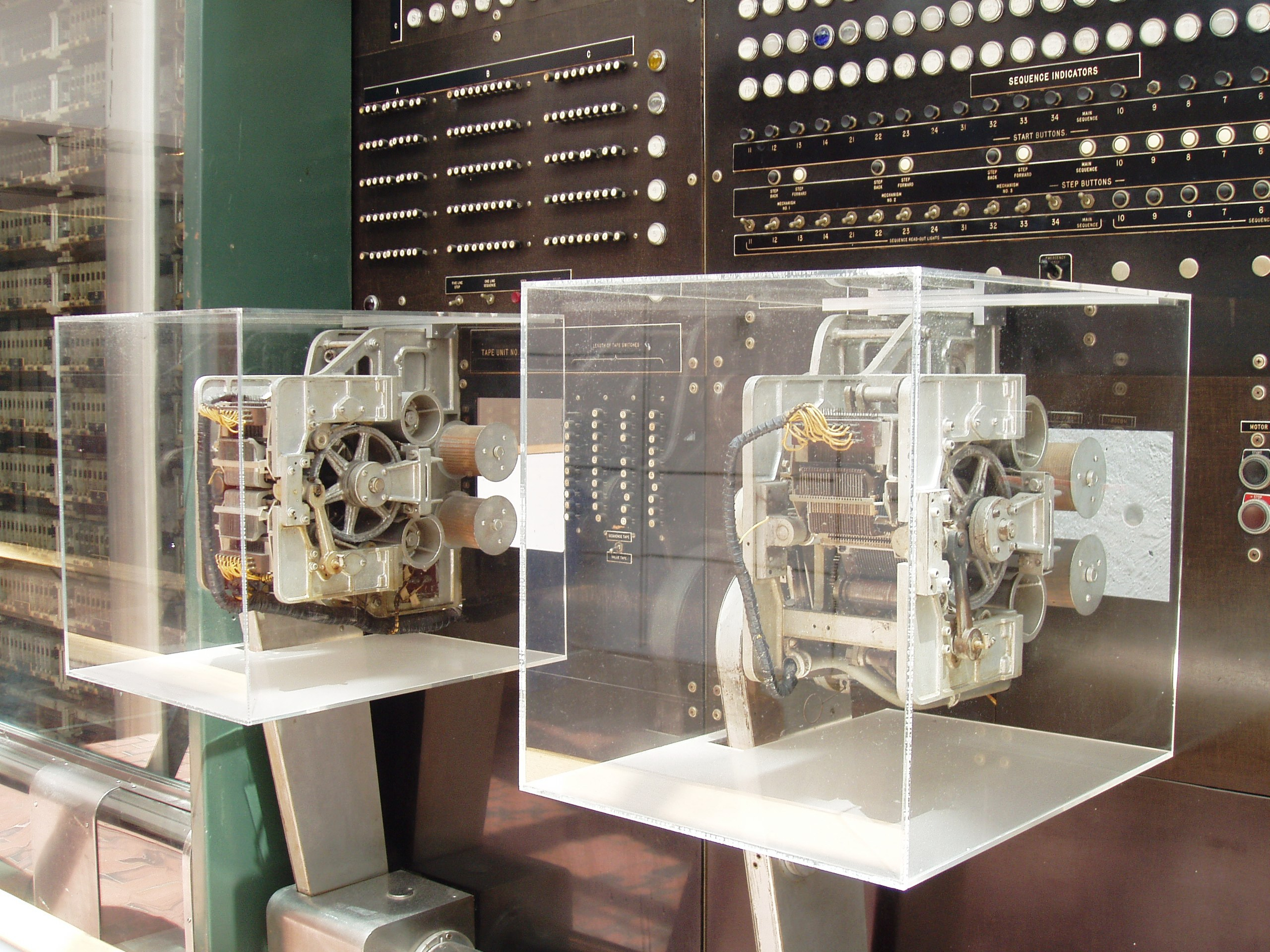
입출력 제어부

하버드 마크 I(Harvard Mark I)은 ASCC(Automatic Sequence Controlled Calculator, 자동 연속 제어 계산기)라고도 불린다. 미국 최초의 대규모 자동 디지털 컴퓨터이며, 세계 최초의 범용 컴퓨터이다.
전기 기계식의 ASCC는 하워드 에이컨이 고안 하고 IBM이 제작했으며, 1944년 2월 하버드 대학교에 납품되었고 이후 1944년 8월 7일, 대중에 공개하게 되었다.

## 같이 보기
- 차분기관